# Паломбини, Джузеппе Федерико
Джузеппе Федерико Паломбини или Жозеф Фридрих фон Паломбини (3 декабря 1774, Рим — 25 апреля 1850, Гроховице, Нижнесилезское воеводство) был командиром итальянской дивизии во время наполеоновских войн. В 1796 году он вступил в армию Циспаданской республики и сражался в Фаэнце в 1797 году. В 1798 году стал командиром драгунского полка. В 1802 году он стал командующим драгунами Napoleone армии Цизальпинской республики. В 1807 году он сражался на стороне французов в Кольберге и Штральзунде. В 1806 году он женился на дочери Яна Генрика Домбровского.
Переведясь в Испанию, он воевал в дивизии Доменико Пино в битвах при Росасе, Кардедеу, Молинс-де-Рей, Вальсе и Жироне, и был произведён в бригадные генералы в 1809 году. Он возглавлял бригаду в Эль-Пла и Таррагоне в 1811 году и был повышен до дивизионного генерала. Он возглавлял свою дивизию в Сагунто, Валенсии и Кастро-Урдьялесе в 1811—1813 гг. После перевода в Италию воевал в Церкнице в 1813 году и Пескьера-дель-Гарда в 1814 году. После распада Наполеоновского королевства Италии в 1814 году он вступил в армию Австрийской империи, став фельдмаршал-лейтенантом. Он стал инхабером (шефом и покровителем) 36-го линейного пехотного полка в 1817 году. Он вышел на пенсию в 1824 году и умер в 1850 году в замке своей жены в Гроховице недалеко от Херцберга (Эльстер).

## Ранние годы
Паломбини родился 3 декабря 1774 года в Риме в семье Пьетро Паломбини и Терезы Спада. 1 ноября 1796 года или несколькими днями ранее он был зачислен в 5-ю когорту армии Циспандийской республики. 7 ноября он был повышен в звании до сержант-майора, а 21 декабря 1796 года — до второго лейтенанта. 2 февраля 1797 года в битве при Фаэнце во время сражения с войсками папских областей Паломбини впервые принял участие в бою. 10 мая он стал первым лейтенантом, а 25 мая 1798 года майором. 9 сентября 1798 года он ушёл в отставку из армии Цизальпийской республики (государства-преемника Циспаданской республики), чтобы занять должность полковника жандармов Римской республики. В ноябре того же года полк Паломбини был преобразован в драгунский. 11 июля 1799 года он участвовал в боях вблизи Фано.
Паломбини принимал участие в осаде Анконы, которая длилась с 14 октября по 13 ноября 1799 года. Французский гарнизон был окружён австрийским корпусом в 8 тыс. человек и блокирован совместным российско-османским флотом. Гарнизон сдался австрийцам и был отправлен во Францию под честное слово, дав обещание, что он не будет сражаться с Австрией, пока их не обменяют. 2 ноября при отражении атаки противника Паломбини был ранен в плечо. Французский командующий Жан Шарль Моннье рекомендовал его для повышения до бригадного генерала, но это решение так и не было одобрено. После Анконы Джузеппе Леки отправил Паломбини в Бурк-ан-Брес для организации Итальянского батальона. После перемирия, последовавшего за битвой при Маренго в июне 1800 года, Леки назначил Паломбини президентом ревизионной комиссии своей дивизии. В октябре во время вторжения в Великое герцогство Тосканское он руководил римским батальоном в 170 человек в дивизии Доменико Пино. Вторжение закончилось захватом Сиены после столкновения 14 января 1801 года, во время которого он возглавлял авангард Пино.
После окончания Войны второй коалиции Паломбини вернулся в Милан, но не смог найти должность в Цизальпийской армии. Несмотря на рекомендации Леки и Пино, его просьба о назначении бригадным генерала была отклонена правительством. В ноябре 1801 года военный министр Джованни Тордоро назначил его на административную должность. 2 ноября 1802 года он был назначен командиром батальона 1-го лёгкого пехотного полка.

## Наполеоновская Италия

### Северная Европа
23 февраля 1804 года Паломбини был назначен шеф де бригад (полковником) 2-го гусарского полка и отправился к своему подразделению в Булонский лагерь. Этот полк позже стал драгунским полком Napoleone. 28 августа 1806 года он женился на Каролине Амалии Беатрисе Домбровской, дочери польского генерала Яна Генрика Домбровского. В 1806 году он был произведён в рыцари Ордена Железной Короны, а позднее — в командоры этого ордена. Он был в составе итальянского контингента, отправленного в Германию для участия в Войне четвёртой коалиции. Драгунские полки Napoleone и Regina сражались при осаде Кольберга, которая длилась с 20 марта по 2 июля 1807 года. Во время этой неудачной осады был убит командующий итальянской дивизии Пьетро Толье. В июле дивизия отправилась для участия в осаде Штральзунда, которая началась 15 января 1807 года. В составе дивизии под командованием Пино два драгунских полка участвовали в осаде до 20 августа, когда шведы покинули Штральзунд.

### Пиренейская война: 1808—1809
В 1808 году вместе с дивизией Пино Паломбини отправился воевать в Испанию, и оставался там до 1813 года. После того, как в середине августа 1808 года имперская французская армия Гийома Филибера Дюэма прекратила вторую осаду Жироны, императору Наполеону стало ясно, что в Каталонию нужно отправить больше войск. В отличие от предыдущих подкреплений, когда присылались различные второсортные войска, в этот раз на Пиренеи были отправлены самые отборные имперские силы: французская дивизия Жозефа Суама и итальянское подразделение Пино. 5-я дивизия Пино содержала по три батальона из итальянских 1-го, 2-го и 6-го линейных пехотных полков, два батальона 4-го линейного полка и по одному батальону из 5-го и 7-го линейных полков. Итальянская кавалерийская бригада Жака Фонтаны состояла из Королевского шассёрского и 7-го драгунского (Napoleone) полков. Французский император подчинил все имперские войска в Каталонии 7-му корпусу под командованием Лорана Гувиона Сен-Сира.
Осада Росаса продолжалась с 7 ноября по 5 декабря 1808 года и закончилась капитуляцией испанского гарнизона. Дивизии Оноре Шарля Рея и Пино участвовали в осаде, в то время как дивизии Суама и Луи Франсуа Жана Шабо прикрывали их. Об участии кавалерии не упоминается. Дивизия Пино сообщила о потере 30 офицеров и 400 рядовых убитыми и ранеными.
После падения Росаса Сен-Сир принял смелое решение идти на помощь осаждённой Барселоне. Он взял дивизии Пино, Суама и Шабо, оставив Рея в Росасе. Поскольку он планировал перебросить 15 тыс. пехотинцев и 1,5 тыс. кавалеристов через горы по пешим тропам, Сен-Сир оставил артиллерию и взял столько еды и боеприпасов, сколько можно было перевезти на мулах.
16 декабря 1808 года состоялась битва при Кардедеу. Обнаружив, что путь ему заблокирован испанским войском в 9 тыс. солдат под командованием Хуана Мигеля де Вивес-и-Фелиу, Сен-Сир оставил небольшую дивизию Шабо для охраны тыла, решив атаковать противника дивизиями Пино и Суама общей численностью в 13 тыс. человек. Сен-Сир планировал, что штурм будет осуществляться массивными колоннами, а дивизия Пино должна была возглавить атаку. Однако Пино не повиновался приказам и разделил свою бригаду на семь отдельных батальонов. Поначалу ему удалось сокрушить первую испанскую шеренгу, но вторая шеренга отбила атаку французов. В этот критический момент Сен-Сир направил дивизию Суама под углом влево, а вторую бригаду Пино, состоящую из шести батальонов, направил вперёд. Когда испанские защитники дрогнули под натиском двух колонн, французский командующий приказал двум итальянским кавалерийским полкам атаковать испанский центр. Линии Вивеса были смяты, и его войска бежали. Корпус Сен-Сира потерял 600 человек убитыми и ранеными. Испанцы потеряли 1 тыс. убитыми и ранеными и 1,5 тыс. пленными; также французы захватили пять пушек.
После снятия осады Барселоны испанская армия отступила за реку Льобрегат. Поскольку после Кардедеу Вивес оказался отрезан от своей армии, командование испанскими войсками принял на себя Теодор фон Рединг. 21 декабря 1808 года состоялась битва при Молинс-де-Рей. Сен-Сир приказал французской дивизии Жозефа Шабрана нанести ложный удар по левому флангу испанцев. Поддавшись на эту уловку, Рединг направил на левый фланг подкрепление с правого. Затем Сен-Сир послал дивизии Суама, Пино и Шабо на ослабленный правый фланг и окружил испанскую армию. Имперские войска захватили 1,2 тыс. пленных и 25 артиллерийских орудий. 14 февраля 1809 года Паломбини получил звание бригадного генерала.
После Молинс-де-Рей Рединг получил подкрепление. Совершив серию манёвров, Рединг решил вернуться на свою базу в Таррагоне. Узнав об этом, Сен-Сир заблокировал обе дороги, которые мог использовать его противник, разместив дивизию Суама в Вальсе, а дивизию Пино в Пла-д’Уржеле. Утром 25 февраля после ночного марша армия Рединга появилась перед дивизией Суама, и началась битва при Вальсе. Утром превосходящие противника силы Рединга заставили Суама отступить, и перед испанской армией открылась дорога на Таррагону. В полдень Сен-Сир лично прибыл с двумя итальянскими кавалерийскими полками. Думая, что имперские войска получили сильное подкрепление, Рединг отвёл своих уставших солдат обратно на возвышенность за рекой Франколи. Из-за путаницы в приказах дивизия Пино вышла на поле только после 16:00. После этого Сен-Сир расположил две дивизии в четыре колонны; итальянская кавалерия располагалась между центральными колоннами и французским 24-м драгунским полком на правом фланге. Солдаты Рединга дали залп с расстояния в 100 метров, но когда стало ясно, что имперские войска продолжают наступать, испанские линии распались. Потерявшие 1 тыс. человек имперские войска нанесли своим противникам урон в 3 тыс. человек и захватили их обоз и всю артиллерию. Рединг был смертельно ранен в рукопашной битве с французскими драгунами.
Третья осада Жироны продолжалась с 6 июня по 10 декабря 1809 года. Один авторитетный источник указывает, что испанский гарнизон потерял 5122 человек убитыми и 4248 пленными, в то время как имперская армия потеряла 15 тыс. человек, половину из них из-за болезней. Жан Антуан Вердье возглавлял осадное войско в 14 тыс. человек, состоящее из дивизий Леки, самого Вердье и Анне Морио де Л’Иля, в то время как 14 тыс. человек Сен-Сира прикрывали их. Паломбини командовал кавалерийской бригадой из 912 человек в дивизии Пино, которая была частью прикрывающей армии Сен-Сира. 1 июня 1809 года в состав бригады входили шесть эскадронов итальянского конного шассёрского и драгунского полков. 10 июля дивизия Пино поймало в засаду и уничтожило испанскую колонну, идущую на помощь осаждённым; 40 офицеров и 878 рядовых испанцев попало в плен. 19 сентября испанский гарнизон Жироны отбил массированную атаку имперской армии. После этого фиаско 1 тыс. выживших из дивизии Леки были включены в дивизию Пино, а Сен-Сир вместо бесполезных атак решил взять гарнизон измором. 26 сентября дивизия Пино разгромила ещё одну колонну, шедшую на помощь осаждённым, и захватила её продовольственный обоз. 7 ноября дивизия Пино совершила налёт и сожгла большой испанский склад в Остальрике.

### Пиренейская война: 1810—1811
15 января 1810 года 7-й корпус находился под командованием маршала Пьера Ожеро. На тот момент в дивизии Пино было 238 офицеров и 6346 рядовых в строю, 201 человек отсутствовало, 2409 больных находились в госпитале, а 93 оставались в плену. В январе Ожеро с дивизиями Пино и Суама устроил карательную экспедицию, повесив всех захваченных микелетов (повстанцев). В отместку испанцы начали убивать всех пойманных имперских солдат. 15 марта, когда Пино отправился домой в отпуск, командование итальянской дивизией принял Филиппо Североли. 24 апреля Наполеон заменил Ожеро маршалом Жаком Макдональдом. Новый командир отменил приказы Ожеро убивать захваченных партизан. В июне, июле и августе Макдональд использовал дивизию Североли для охраны больших конвоев, направляющихся в Барселону. В 1810 году Паломбини был произведён в офицеры Ордена Почетного легиона.
2 января 1811 года 3-й корпус Луи Габриэля Сюше успешно завершил осаду Тортосы. Поскольку прикрытие больше не требовалось, Макдональд с 12 тыс. солдат отправились обратно в Лериду (Льейду) окольным путём через Таррагону. Итальянская дивизия шла в авангарде, за ней на расстоянии в 5 км следовали три французские бригады и один кавалерийский полк. Когда Франческо Орсателли (называемый Эженио) обнаружил поблизости испанскую дивизию Педро Сарсфельда, он безрассудно атаковал его своим войском в 2,5 тыс. пехотинцев и 30 всадников. В последовавшей битве при Эль-Пла 3 тыс. пехотинцев и 800 кавалеристов Сарсфельда отбили авангард итальянской бригады. Люди Эженио сплотились, когда на поле вышла бригада Паломбини. Используя свое превосходство в кавалерии, Сарсфельд опрокинул правый фланг Паломбини и разбил его войска. Сражение могло закончиться катастрофой, но тут подоспел Жак Антуан Адриан Делор с 24-м драгунским полком и сдержал натиск победоносных испанцев. Итальянцы потеряли 600 человек, в том числе смертельно раненого Эженио, в то время как потери среди испанцев составили всего 160 человек.
10 марта 1811 года Наполеон перевёл бо́льшую часть 7-го корпуса в 3-й корпус под командованием Луи Габриэля Сюше. Итальянская дивизия также стала частью армии Сюше. Во время осады Таррагоны две итальянские бригады служили в составной бригаде под руководством Жана Изидора Ариспа. Они прикрывали войска осаждавших с востока. В 19:00 21 июня 1811 года Паломбини повёл колонны в штурм на нижний город. Штурмовая группа, содержащая 1,5 тыс. гренадеров и вольтижёров французских полков, а также французскую бригаду, добилась успеха, и нижний город был захвачен. Имперские войска потеряли 120 человек убитыми и 362 ранеными. Во время последнего штурма 28 июня Хуан де Куртен и 3 тыс. испанских солдат попытались сбежать с восточной стороны Таррагоны, но были остановлены итальянцами. Некоторые испанцы бежали на военные корабли Королевского военно-морского флота, небольшая часть была разбросана по холмам, многие были уничтожены имперской кавалерией на пляже, а большинство попало в плен.
11 июля 1811 года Паломбини был произведён в дивизионные генералы. В том же году Наполеон удостоил его титула барона Империи. 15 июля 1811 года 3-й корпус был переименован в Арагонскую армию; итальянской дивизией командовал Луиджи Гаспар Пейри. Старая дивизия Пино по-прежнему состояла из 1-го и 2-го лёгких и 4-го, 5-го и 6-го линейных пехотных полков, а также шассёров и драгунов Napoleone. Паломбини провёл колонну через Кальдес-де-Монтбуй и Сан-Фелиу-де-Кодинес, чтобы присоединиться к главной колонне Сюше в Кентеллесе. 25 июля после битвы при Монсеррате Сюше оставил бригаду Паломбини в гарнизоне аббатства Монсеррат, которое раньше служило каталонской базой снабжения.
Сюше начал вторжение в провинцию Валенсия, имея войско в 22 тыс. солдат в трёх французских дивизиях под командованием Ариспа, Луи Франсуа Феликса Мюнье и Пьера Жозефа Абера, итальянской дивизии Паломбини, слабой бригады неаполитанцев, кавалерии и артиллерии. Дивизия Паломбини в 6219 человек включала в себя бригаду Вертигера Сент Поля, содержавшую 2-й лёгкий пехотный полк (2200) и 4-й линейный (1660), а также бригаду Элуа Шарля Балатье, состоящую из 5-го линейного (930) и 6-го линейного (1429) пехотных полков. 15 сентября 1811 года армия Сюше начала движение тремя колоннами; центральная под командованием Паломбини состояла из его собственной дивизии и 1,5 тыс. неаполитанцев. 19 сентября войска Паломбини присоединились к идущей берегом колонне Сюше без каких-либо инцидентов. 28 сентября был предпринят неудачный штурм замка Сагунто, в результате которого погибли 52 итальянца. Два дня спустя войска Паломбини оттеснили испанскую дивизию из Сегорбе. 20 октября Паломбини с одной французской и одной итальянской бригадой снова совершил налёт на Сегорбе и быстро вернулся к 24-му.
25 октября 1811 года состоялась битва при Сагунто. Испанский командир Хоакин Блейк атаковал, имея 17 тыс. человек в левом крыле и 10,5 тыс. в правом; его лучшие войска были справа. Сюше в это время проводил осаду замка Сагунто войском в 4 тыс. военнослужащих, включая бригаду Балатье. Французский командующий выставил против Блейка 14 тыс. солдат; бригада Сент Поля и кавалерия были в резерве. Правое крыло Сюше из 4,5 тыс. человек под командованием Иосифа Хлопицкого при поддержке драгунов Napoleone полковника Скьязетти полностью разгромило левое крыло Блейка . Войска правого фланга Блейка успешно сражались, и 1,1 тыс. испанских кавалеристов оттеснили три французских эскадрона в центре. В этот момент Сюше приказал 13-м кирасирам атаковать, а Паломбини ввести в бой резервную пехотную бригаду. Кирасиры разгромили большинство испанских всадников и захватили испанской батарее. Бригада Сент Поля отогнала оставшуюся вражескую конницу и врезалась в открытый фланг испанской пехотной дивизии, заставив её отступить. Согласно историку Чарльзу Оману, атака Сент Поля была решающим ударом, благодаря которому была выиграна эта битва.
Блейк поместил свою армию из 23 тыс. человек за рекой Турия, защищая Валенсию. 26 декабря 1811 года Сюше с 30 тыс. солдатами начал наступление, направив Абера против правого фланга испанцев, а Паломбини против испанского левого центра близ Мислата. Но главная атака прошла вокруг крайнего левого фланга Блейка в Рибарроха-дель-Турия. Паломбини предпринял мощную атаку на испанские окопы, и его солдаты понесли значительные потери. Блейк решил, что для него самой опасной угрозой является Паломбини. Тем временем, главная атака Сюше опрокинула левый фланг Блейка почти без сопротивления. Большинство испанских подразделений на левом фланге бежали на юг. К концу дня Арисп на правом фланге Сюше объединился с Абером слева, загнав Блейка и 17 тыс. испанских солдат в Валенсию. Дивизия Паломбини потеряла 50 убитых и 355 раненых, что составило основную часть потерь Сюше (521) во время операции. Осада Валенсии закончилась 9 января 1812 года сдачей Блейка. 31 декабря дивизия Паломбини насчитывала 3591 офицеров и солдат.

### Пиренейская война: 1812—1813
Следуя указаниям Наполеона, 15 февраля 1812 года дивизия Паломбини отправилась на юг Арагона. Вскоре вместе с двумя другими дивизиями она была определена в корпус под командованием Рея. Паломбини начал высылать небольшие колонны против партизан вокруг Теруэля, но 5 и 28 марта его войска потерпели поражение. Решив не рисковать, посылая небольшие отряды, он начал сосредотачивать свои войска, но не так и не смог остановить действия партизан.
В начале июля король Жозеф Бонапарт попытался собрать войска, чтобы помочь армии маршала Огюста Мармона. Он приказал Паломбини отправиться в Мадрид, и итальянец быстро выполнил его приказ, хотя его непосредственным начальником был Сюше. После марш-броска в 240 км дивизия Паломбини прибыла в Мадрид ровно в назначенный день. К сожалению для Жозефа, было уже слишком поздно; в битве при Саламанке 25 июля Мармон потерпел поражение. 11 августа во время битвы при Махадаонде войска Паломбини поддерживали кавалерию Анн Франсуа Шарля Трельяра. 15 октября 1812 года дивизия Паломбини насчитывала 142 офицера и 3050 рядовых, разделённых на 2-й лёгкий, 4-й и 6-й линейные пехотные полки, а также драгунов полка Napoleone и две артиллерийские батареи.
Указом от 4 января 1813 года многим имперским полкам в Испании было приказано отправить на родину столько солдат, чтобы из них можно было сформировать один батальон. Большинство рядовых были переданы оставшимся полевым батальонам. Дивизии Паломбини пришлось отправить личный состав, достаточный для формирования трёх батальонов. В том месяце дивизия Паломбини отправилась на соединение с Северной армией, чтобы заменить бригаду Молодой гвардии, отозванную во Францию. Паломбини основал свою штаб-квартиру в Поса-де-ла-Саль и разослал фуражиров в поисках еды. В ночь с 10 на 11 февраля испанские войска под командованием Франсиско де Лонги застали врасплох 500 итальянцев, находящихся в городе. Собрав своих людей, Паломбини продержался до утра, когда наконец вернулись его колонны, и солдаты Лонги ускользнули. Итальянская дивизия достигла Бильбао, где 21 февраля освободили войска Молодой гвардии. С 25 января по 13 февраля подразделение Паломбини успешно расчистило дорогу между Бургосом и Витория-Гастейс. 24 марта около Кастро-Урдьялеса 3-4 тыс. испанских солдат Габриэля де Мендисабаля Ираэты попытались окружить дивизию Паломбини, но были отброшены. Итальянцы признали потерю 110 человек, но реальное число жертв, вероятно, было выше. Затем итальянская дивизия доставила припасы в блокированный французский гарнизон Сантонья. Оттуда войска Паломбини прошли сначала в Бильбао, а затем в Гернику, где 2 апреля безуспешно атаковали испанские войска. Собрав подкрепление, Паломбини напал на Гернику 5 апреля и на этот раз разбил испанцев.
10 апреля 1813 года испанцы атаковали Бильбао. Его гарнизон из 2 тыс. человек едва удержался, пока на помощь не подошла дивизия Паломбини. После тщетного преследования партизан итальянская дивизия вернулась в Бильбао, чтобы дождаться подкрепления. 25 апреля Максимильен Себастьен Фуа отправился с 11 тыс. солдат, включая дивизии Жака Тома Саррю, Паломбини и свою собственную. К этому времени итальянская дивизия сократилась до 2474 человек в пяти батальонах. Фуа осадил Кастро-Урдьялес, используя для осады свою дивизию и три итальянских батальона. С помощью тяжёлых пушек из Сантоньи в стене была сделана брешь в 18 метров шириной. Вечером 11 мая восемь итальянских элитных рот атаковали городские ворота, а восемь французских элитных рот штурмовали брешь. Обе атаки были успешными, но Королевский флот эвакуировал бо́льшую часть испанского гарнизона, пока солдаты Фуа грабили город. Вскоре после этого Паломбини был отозван в Италию. Его дивизией, уменьшенной до бригады из 1,5 тыс. человек, во время короткой кампании, включавшей битву при Толосе 26 июня, командовал Сент Поль.

### Италия: 1813—1814
Паломбини получил под командование 5-ю итальянскую дивизию; его командиром был вице-король Эжен де Богарне. 7 сентября 1813 года бригада Гилло Ружье (Ружери) в 2563 человека из 5-й дивизии была разгромлена в Липе в Хорватии австрийской бригадой из 2,1 тыс. человек под командованием Лаваля Нугента фон Вестмета. 14 сентября в Ельшане, под общим командованием Пино, дивизия Паломбини атаковала силы Нугента, но не смогла поколебать их. С наступлением темноты австрийцы наконец отступили, потеряв 112 из 2 тыс. человек и три пушки из четырёх. Итальянцы потеряли 420 человек из 9 тыс. и 12 орудий; Пино был ранен. 27 сентября в Церкнице Паломбини с войском в 5 тыс. солдат и семь орудий были разбит Паулем фон Радивоевичем, у которого было 4 тыс. австрийцев и девять орудий. 5-я дивизия включала в себя по одному батальону из 2-го лёгкой и 1-го линейного пехотного полков, четыре батальона 2-го линейного полка, три батальона 3-го линейного полка и два батальона далматинского пехотного полка. Австрийцы захватили в плен 300 итальянцев, в основном из 2-го лёгкого пехотного полка. В результате этих и других сражений Богарне отступил на запад через реку Изонцо.
10 марта 1814 года между Мантуей и Пескьера-дель-Гарда произошла серия столкновений, в результате чего силы Богарне были сильно потрёпаны. Австрийцы потеряли 400 человек, в то время как франко-итальянцы 2 тыс. человек. В Пескьере Паломбини с 2 тыс. солдатами разбил 3 тыс. австрийцев, но потери были незначительными с обеих сторон. Войска Паломбини состояли из двух бригад. Бригада Ружье включала в себя два батальона 3-го лёгкого и четыре батальона 2-го линейного пехотных полков. Бригада Ливио Галимберти состояла из трёх батальонов 3-го линейного и одного батальона 6-го линейного пехотных полков, а также Миланского гвардейского батальона и драгунов Napoleone. Ближе к концу конфликта Паломбини отвёл свою дивизию в крепость Пескьеры.

## На австрийской службе
После распада Наполеоновского королевства Италии Паломбини поступил на службу в Австрийскую империю. 2 июля 1814 года он получил звание фельдмаршал-лейтенанта. В 1815 году в течение Ста дней он служил на Рейне, противостоя своим бывшим французским союзникам. В 1816 году он получил орден Железной короны 2-го класса. В 1817 году Паломбини был назначен инхабером 36-го линейного пехотного полка из Богемии. Его предыдущим инхабером был Иоганн Карл Коловрат-Краковский, а следующим стал Франц Фюрст цу Коллоредо-Маннсфельд в 1850 году. Паломбини ушел с действительной службы в 1824 году. В 1846 году он получил прусский Орден Красного орла 1-го класса. Он умер в замке своей жены в Гроховице 25 апреля 1850 года. Каролина приобрела поместье в 1821 году. Их старший сын Джузеппе Камилло Паломбини стал капитаном австрийской армии.